# Римски договори
Договорите от Рим са два договора на Европейския съюз, подписани на 25 март 1957 г. в Рим. И двата договора са подписани от 6 държави: Белгия, Западна Германия, Италия, Люксембург, Нидерландия и Франция.
С първия договор се създава Европейската икономическа общност (ЕИО), а с втория – Европейската общност за атомна енергия (Евратом). Това са първите международни организации, основани на принципа за наднационалност, след създаването на Европейската общност за въглища и стомана няколко години по-рано.
Договорите влизат в сила на 1 януари 1958 г., като в договора за ЕИО са внасяни многобройни поправки. Оттогава името е променено от Договор за създаване на Европейската икономическа общност на Договор за създаване на Европейската общност. Договорът за Евратом не е променян значително предвид чувствителността на европейската общественост относно атомната енергетика.
Договорите предвиждат създаването на общ пазар и постепенно сближаване на стопанската политика на държавите членки (ЕИО), изграждането на мощна ядрена промишленост и насърчаването на процеса за мирно използване на атомната енергия (Евратом).
Наред с учредителните Договори от Рим е сключена конвенция относно общите за 3-те общности Европейски съд и Европейски парламент.

## История
Успешното развитие на Европейската общност за въглища и стомана създава база за по-нататъшно развитие на многостранната интеграция. През 1955 г. е съставена комисия от правителствени представители под председателството на белгийския външен министър Пол-Анри Спаак. Комисията е упълномощена да изготви доклад за понататъшни стъпки в посока интеграция в икономическата сфера.
Великобритания, поканена на разговорите, се оттегля защото не вижда шансове да наложи своите виждания за създаване на свободна търговска зона.
„Комисията Спаак“ постига съгласие и договорите за създаване на Европейска икономическа общност и Европейска общност за атомна енергия се подписват на 25 март 1957 г. в Рим от 6-те страни-членки на ЕОВС и влизат в сила на 1 януари 1958 г.